# China Campaign Medal
 (août 2025).
Si vous disposez d'ouvrages ou d'articles de référence ou si vous connaissez des sites web de qualité traitant du thème abordé ici, merci de compléter l'article en donnant les références utiles à sa vérifiabilité et en les liant à la section « Notes et références ».
La China Campaign Medal (en français: Médaille de la campagne de Chine) est une médaille de l'armée de terre américaine (US Army) qui a été créée par ordre du département de la Guerre des États-Unis le 12 janvier 1905. La médaille reconnaît les services rendus dans le cadre de l'expédition de secours en Chine (China Relief Expedition), menée par l'armée américaine au début du XXe siècle pendant la rébellion des Boxers,.

## Description et histoire
Pour recevoir la China Campaign Medal, un militaire doit avoir accompli un service militaire en Chine, entre le 20 juin 1900 et le 27 mai 1901, dans le cadre de l'expédition de secours en Chine. Pour les militaires qui ont été cités pour leur bravoure au combat, l'étoile de citation est autorisée comme dispositif de la médaille de campagne de Chine.
L'équivalent de la China Campaign Medal pour la marine américaine (US Navy) était la médaille de l'expédition de secours en Chine (China Relief Expedition Medal).

### Avers
Sur l'avers figure le dragon impérial chinois à cinq doigts avec l'inscription "CHINA RELIEF EXPEDITION" autour du bord supérieur et les dates "1900-1901" en bas.

### Revers
Sur le revers, un trophée composé d'un aigle perché sur un canon soutenu par des drapeaux croisés, des fusils, un bouclier indien, une lance et un carquois de flèches, une machette cubaine et un kris sulu. Sous le trophée figurent les mots "FOR SERVICE". Autour de la bordure, en haut, se trouvent les mots "UNITED STATES ARMY" et en bas, treize étoiles.

### Ruban
Le ruban a une largeur de 34,925 mm et est composé des bandes verticales suivantes : 1,5875 mm  de bleu outremer, 31,75 mm de jaune doré et 1,5875 mm de bleu outremer.

### Banderoles
Les unités de l'armée de terre qui ont reçu des crédits pour leur participation à la campagne peuvent afficher la banderole sur le drapeau de l'organisation. L'inscription sera celle indiquée sur la lignée et les honneurs de l'unité.
Il y a trois banderoles sur le drapeau de l'armée pour représenter l'expédition de secours à la Chine. Les inscriptions sont :
- TIENTSIN 1900
- YANG-TSUN 1900
- PEKING 1900

## Source
- (en) Cet article est partiellement ou en totalité issu de l’article de Wikipédia en anglais intitulé « China Campaign Medal » (voir la liste des auteurs).